# Clyst Hydon
Clyst Hydon lub Clist Hydon – wieś i civil parish w Anglii, w Devon, w dystrykcie East Devon, położona nad rzeką Clyst. W 2011 civil parish liczyła 365 mieszkańców. Clyst Hydon jest wspomniana w Domesday Book (1086) jako Clist.